# Сельское поселение Бичевная
Сельское поселение Бичевная — муниципальное образование в Шигонском районе Самарской области.
Административный центр поселения — село Кузькино.

## География
Шигонский район образован 1 января 1965 года. Район занимает часть Приволжской возвышенности, расположен в лесостепной зоне, все леса относятся к 1-й группе. На 15 тыс. гектаров раскинулся богатый растительным и животным миром Муранский бор, который является заказником.
По юго-западной части протекает река Уса, впадающая в Куйбышевское водохранилище.
Районный центр — с. Шигоны.
Административные границы района на 50 % проходят по Куйбышевскому водохранилищу. Граничит с Сызранским районом Самарской области и Теренгульским районом Ульяновской области. Район расположен в зоне рискованного земледелия.
Полезные ископаемые: нефть, мел, торф, фосфориты, доломит, известняки.

## Население
| 2010  | 2012  | 2013  | 2014  | 2015  | 2016  | 2017  |
| ----- | ----- | ----- | ----- | ----- | ----- | ----- |
| 1299  | ↗1308 | ↘1307 | ↘1266 | ↘1262 | ↘1248 | ↘1196 |
| 2018  | 2019  | 2020  | 2021  |       |       |       |
| ↘1160 | ↘1139 | ↘1118 | ↘1116 |       |       |       |

## Состав сельского поселения
| № | Населённый пункт | Тип населённого пункта                          | Население |
| - | ---------------- | ----------------------------------------------- | --------- |
| 1 | Белоключье       | село                                            | 38        |
| 2 | Биринск          | деревня                                         | 121       |
| 3 | Бичевная         | железнодорожная станция, административный центр | 582       |
| 4 | Камышенка        | село                                            | 37        |
| 5 | Красный Ключ     | посёлок                                         | 42        |
| 6 | Кузькино         | село                                            | 417       |
| 7 | Новое Белоключье | посёлок                                         | 62        |